# Acta de consagració i dotació de la catedral d'Urgell
L'Acta de consagració i dotació de la catedral de la Seu d'Urgell, també coneguda com a Acta de consagració de la catedral de la Seu d'Urgell, fou escrita en llatí es creia que l'any 819 o el 839, dona testimoni del català primitiu i recull els primers noms de lloc amb forma plenament catalana, com Ferrera o Palomera, al Pallars. En els anys vuitanta del segle xx, diversos historiadors van posar en dubte la cronologia del document. Es conserva a l'Arxiu Capitular d'Urgell.
Un estudi del 2017 dels doctors en història i membres de l'Institut d'Estudis Comarcals de l'Alt Urgell, Carles Gascón i Oliver Vergès, ha posat de manifest que aquest document es va redactar entre 1016 i 1024. En el document consta la firma del bisbe Sisebut i el comte Sunifred amb data del primer de novembre del 819, però el pontificat de Sisebut va tenir lloc entre el 834 i el 840 (raó per la qual alguns historiadors dataven el document el 839). A més, el tipus de lletra emprat és com a mínim de finals del segle ix.
Fixar la data del document entre 1016 i 1024 obeeix a les següents raons: en l'Acta s'esmenten esglésies que, en realitat, no van arribar a mans del bisbat fins anys més tard, com ara la de Bescaran (988) o la de Tuixent (993), per tant no hi haurien de sortir perquè encara no eren propietat del bisbat. També hi surt la de Cornellana, que no reverteix en el bisbat fins al 1016. D'altra banda, el primer de novembre del 1024 va tenir lloc a Ponts un judici on apareix documentada per primera vegada l'Acta. Si l'Acta hagués estat anterior hauria aparegut esmentada en altres documents: com a mínim en les butlles papals i els privilegis carolingis, i no és així.
El perquè del falsejament de les dades no se sap del cert, però el 1010 moren Ermengol I i el bisbe Sala. El nou home fort és el bisbe Ermengol, amb un comte (Ermengol II) acabat de néixer. L'Acta era una manera d'afirmar la propietat sobre la catedral des de temps immemorials, com a mínim des del 819. D'aquesta manera s'afermava el poder eclesiàstic, en conflicte amb el poder civil.